# Tagora rothschildi
Tagora rothschildi är en fjärilsart som beskrevs av Embrik Strand 1924. Tagora rothschildi ingår i släktet Tagora och familjen Eupterotidae. Inga underarter finns listade i Catalogue of Life.